# Owens Valley
Owens Valley is een brede vallei in het zuidoosten van Californië in de Verenigde Staten. De vallei is ongeveer 120 km lang en wordt begrensd door de Sierra Nevada in het westen en de Inyo Mountains en White Mountains in het oosten. Door de vallei stroomt de Owens River. Zowel de vallei als de rivier zijn genoemd naar Richard Owens, een van de gidsen van John Charles Frémont.
De vallei ligt grotendeels in de woestijn van het Grote Bekken; het zuidelijke einde behoort tot de Mojavewoestijn. Omwille van het klimaat is de vallei niet dicht bewoond. Plaatsen in deze vallei zijn Lone Pine met het Lone Pine Film History Museum, Bishop, Big Pine en Independence.

## Geologie
De Owens Valley is de diepste vallei in de Verenigde Staten: de bergen aan beide zijden van de vallei hebben hoogtes van meer dan 4.300 meter boven zeeniveau terwijl de bodem van de vallei op 1.200 meter hoogte ligt. De vallei is het westelijkste bekken in de Basin and Range Province. 
De vallei ontstond toen krachten in de aardkorst het westelijk deel van Californië en Oregon wegtrokken van het Amerikaans binnenland. Owens Valley is daarmee een klassieke slenk, gevormd door twee parallelle afschuivingsbreuken. Sediment van de omringende bergen heeft de bodem van Owens Lake met ongeveer 3 km verhoogd.
In de vallei komen meer dan 2000 plantensoorten en 320 soorten vogels voor.

## Owens River en Owens Lake
De Owens River voorziet het 544 km lange Los Angeles Aquaduct van water, de bron van ongeveer 1/3 van het beschikbare drinkwater in Los Angeles. Bij de aanleg van deze aquaduct van 1907 tot 1913 kwam Owens Lake langzaam aan droog te liggen. Er ontstond een wateroorlog tussen Los Angeles en de bewoners van de Owens Valley, niet alleen om watertekort maar ook omwille van rondvliegend alkalistof toen de bodem van het meer uitdroogde. Sinds de winter van 2006 ontvangt Owens Lake weer een kleine hoeveelheid water, voldoende om grassoorten te laten groeien die de bodem vasthouden.